# Linha de fuga
Linha de fuga (em francês:  ligne de fuite) é um conceito desenvolvido por Gilles Deleuze e Félix Guattari, nos dois volumes da obra Capitalismo e esquizofrenia: L'anti-Œdipe e Mil Platôs. A linha de fuga é uma das três linhas que formam o que Deleuze e Guattari chamam de agenciamentos, e ela própria atua como um fator de um agenciamento que, em última instância, permite que seja adaptada a mudanças, as quais podem estar associadas a novos fatores sociológicos, políticos e psicológicos. O tradutor Brian Massumi, observa que, em francês, "Fuite abrange não apenas o ato de fugir ou esquivar, mas também de fluir, exceder e desaparecer na distância (o ponto de fuga em uma pintura é um ponto de fuite). Não possui relação com voar."

## Linha de fuga e rizoma
No primeiro capítulo do segundo volume de Capitalismo e Esquizofrenia, Mil Platôs (1980), o conceito de linha de fuga é usado para definir um "rizoma":
As multiplicidades se definem pelo fora: pela linha abstrata, linha de fuga ou de desterritorialização segundo a qual elas mudam de natureza ao se conectarem às outras. O plano de consistência (grade) é o fora de todas as multiplicidades. A linha de fuga marca, ao mesmo tempo: a realidade de um número de dimensões finitas que a multiplicidade preenche efetivamente; a impossibilidade de toda dimensão suplementar, sem que a multiplicidade se transforme segundo esta linha; a possibilidade e a necessidade de achatar todas estas multiplicidades sobre um mesmo plano de consistência ou de exterioridade, sejam quais forem suas dimensões. Gilles Deleuze e Félix Guattari, Mil Platôs, p.16

## Uso por Manuel de Landa
No livro Ciência Intensiva e Filosofia Virtual, de Manuel DeLanda, a linha de fuga é descrita como um operador que transcende o atual e ascende ao virtual, ou seja, funciona como no processo de virtualização. Ela é usada como sinônimo dos termos de Deleuze "precursor sombrio" (de seu livro Diferença e repetição, "produção desejante" e "quase-causa" (ambos do primeiro volume de Capitalismo e esquizofrenia, O anti-Édipo).